# ФК Петролул (Плоещ)
ФК „Петролул“ (Плоещ) (на румънски: Fotbal Club Petrolul Ploiești, Фотбал Клуб Петролул Плоещ) е румънски футболен клуб от град Плоещ.

## История
Основан е през 1924 г. в град Плоещ.

## Срещи с български отбори
„Петролул“ се е срещал с български отбори в официални и приятелски срещи.

### „Лудогорец“
С „Лудогорец“ се е срещал на 2 юли 2013 г. в Австрия като срещата завършва 4 – 1 за „Петролул“ .

## Успехи
- Шампион на Румъния (4): 1929 – 30, 1957 – 58, 1958 – 59, 1965 – 66
- Носител на Купата на Румъния (3): 1962 – 63, 1994 – 95, 2012 – 13
- Носител на Суперкупата на Румъния (2): 1995, 2013

## Български футболисти
- Виктор Генев: 2015 (12 мача - 0 гола)
- Георги Пашов: 2022/23 (24 мача - 1 гол)